# Пряма Балка
Пряма Балка (рос. Прямая Балка) — село у Дубовському районі Волгоградської області Російської Федерації.
Населення становить 614  осіб. Входить до складу муніципального утворення Прямобалкинське сільське поселення.

## Історія
Село розташоване у межах українського історичного та культурного регіону Жовтий Клин.
Згідно із законом від 14 березня 2005 року № 1026-ОД органом місцевого самоврядування є Прямобалкинське сільське поселення.

## Населення
| 2010 | 2012 | 2013 | 2014 | 2015 | 2016 | 2017 |
| ---- | ---- | ---- | ---- | ---- | ---- | ---- |
| 645  | ↗647 | ↘633 | ↘631 | ↘626 | ↘615 | ↘614 |